# 酸模黑粉菌
酸模黑粉菌（学名：Ustilago kuehneana）是属于黑粉菌目黑粉菌科黑粉菌属的一种真菌，寄生在酸模属植物上。该种分布于中国等地。